# ラブ・ウィッチ
『ラブ♡ウィッチ』は、武内直子による日本の漫画作品。

## 概要
講談社の月刊少女漫画雑誌『なかよし』にて2002年4月号から6月号にかけて発表されていた。2002年9月号には『シスター・ウイッチ』というタイトルで番外編も掲載された。
前作の『PQエンジェルス』と同様にわずか数話で休載に入り、連載は再開されなかった。単行本も未発売。ジャンルは変身魔法少女物だが、魔女の家系でも誰しもが魔法の能力が備わっているわけではないなど、従来の魔法少女作品とは差別化を図った設定もあった。

## あらすじ
安珠愛は双子の弟・勇と13歳の誕生日を迎えた。先日、亡くなった祖母の話によると安珠家は魔女の家系であり、愛は儀式をすることになる。しかし、それは「最愛のものを捧げる」という儀式であった…。

## 登場人物
安珠 愛（あんじゅ あい）
本作の主人公。愛称は「ラブ」。魔女の家系に生まれ、「ウィッチ配列」と呼ばれる特殊なミトコンドリアのDNAを受け継いでおり、登場人物の中で唯一変身もできる。変身後は真赤な魔女のコスチュームを着用している。友妃曰く、ラブウィッチであり、変身後の姿は亡き母に似ているらしい。
安珠 勇（あんじゅ ゆう）
主人公の双子の弟。学校では人気者の少年であるが、手術を受けないといけないほどの病気を患っている。愛の13歳の儀式で突然倒れてしまう。勇を助けたいあまりに、愛は変身を遂げるも、捧げた「最愛のもの」が勇自身であったため、愛に関する記憶を全て失い、一緒に撮った家族写真からも愛は消滅してしまう。
安珠 星（あんじゅ ほし）
愛の上の姉。多少の魔法は使えるが、変身は出来ない。コールドウィッチ。
安珠 花（あんじゅ はな）
愛の下の姉。魔法は全く使えない。友妃曰く、スリーピングウィッチ。
安珠 友妃（あんじゅ ゆき）
愛達の母方の叔母。魔法の能力は高い方だが、変身はできない。ホットウィッチ。姉である愛たちの母によく似ている。自称「花のハタチ、花の独身」だが、若作りであり、３０は超えているも、指摘されると姪でも殴り飛ばす。
一柳 るり（いちやなぎ るり）
番外編の主人公。愛と同様に魔女の家系に生まれる。
モモ
るりの前に現れた謎の少女。